# S Doradus
S Doradus é a estrela mais brilhante da Grande Nuvem de Magalhães, uma galáxia satélite da Via Lactea. Uma hipergigante, é uma das estrelas mais luminosas conhecidas (algo mais luminosa do que a magnitude absoluta −10, mas está tão distante que é invisível a olho nu).
Da Terra, S Doradus varia da magnitude aparente 8,6 a 11,7 e pode ser vista no extremo do céu setentrional, na constelação de Dorado, ascensão reta 5h 18,2m, declinação −69°15'.
A estrela pertence à sua própria classe epônima de estrelas variáveis, a S Doradus (estas classes são geralmente batizadas com o nome de seus protótipos), também denominada classe variável azul luminosa ou LBV (de luminous blue variable, em inglês).
S Doradus exibe lentas e longas variações de brilho num ciclo de 40 anos, pontuadas por erupções ocasionais.